# クリスティアン・トレーシュ
クリスティアン・トレーシュ（Christian Träsch、1987年9月1日 - ）は、西ドイツ・インゴルシュタット出身の元サッカー選手。現役時代のポジションはMFもしくはDF。

## 経歴
2006年に1860ミュンヘンのリザーブチームでキャリアをスタート。2007年にVfBシュトゥットガルトへ移籍。リザーブチームの試合で経験を積んだ後に、2008年2月3日のシャルケ04戦でトップチームデビューを果たす。10月5日のブレーメン戦で初ゴールを決めた。2009年1月に2012年6月までのプロ契約を結んだ。
2011年7月25日にVfLヴォルフスブルクへ2015年6月までの4年契約で移籍した。移籍金は1000万ユーロ（約11億円）と報じられている。 
2017年8月30日、出身地インゴルシュタットを本拠地とするFCインゴルシュタット04へ2021年6月までの4年契約で完全移籍した。
2020年10月に現役を引退した。

## 代表歴
2009年5月19日、UAE代表との親善試合でドイツ代表デビューを果たした。2010 FIFAワールドカップでは代表に選出されたが、5月24日の練習試合中に右足首を負傷し代表を辞退した。

## 所属クラブ
- TSV1860ミュンヘンⅡ 2006-2007
- VfBシュトゥットガルトⅡ 2007-2011
- VfBシュトゥットガルト 2008-2011
- VfLヴォルフスブルク 2011-2017
- FCインゴルシュタット04 2017-2019
- アル・ワスルFC 2020

## タイトル
クラブ
VfLヴォルフスブルク
- DFBポカール: 2014-15
- DFLスーパーカップ: 2015